# 清水弘司
清水 弘司（しみず　ひろし、1952年7月27日-　）は、日本の心理学者。学位は、文学博士。

## 略歴
神奈川県生まれ。横浜国立大学教育学部卒。1981年東京都立大学 (1949-2011)大学院人文科学研究科心理学専攻博士課程満期退学。
1983年「青年期における性愛の発達」で文学博士。埼玉大学教育学部講師、助教授、教授、神奈川県立保健福祉大学教授。1988年カリフォルニア大学客員研究員。2001年オランダ・ライデン大学客員教授。専門は発達心理学・性格心理学。

## 著書
- 『友だちとBF 女の子・男の子』小学館ミニレディー百科シリーズ 女の子のなやみ相談 1985
- 『男と女の心理学 性の心理をのぞいてみよう』サンマーク出版 1992
- 『10代の性とこころ 知っておきたい本当の姿』サイエンス社 ライブラリ思春期の"こころのSOS" 1995
- 『はじめてふれる性格心理学』サイエンス社 ライブラリ心の世界を学ぶ 1998
- 『なにが子どもの転機になるか 自分なりの人生を生きる子どもたち』新曜社 2002

### 共編著・監修
- 『パッケージ・性格の心理』全6巻 鈴木乙史、松井豊共編 ブレーン出版 1985-86
- 『ワードマップ　セックス』詫摩武俊共編 新曜社 1988
- 『図解雑学 性格心理学』監修 ナツメ社 2004

## 論文
- Ｃｉｎｉｉ